# هوهانس گالستیان
هُوْهانِس گالستیان (ارمنی: Հովհաննես Գալստյան؛ زادهٔ ۱۲ دسامبر ۱۹۶۹) کارگردان فیلم، فیلم‌نامه‌نویس و تهیه‌کننده فیلم اهل ارمنستان است.

## زندگی‌نامه
وی در در ایروان به دنیا آمد و از دانشگاه دولتی علوم پرورشی خاچاطور آبوویان ارمنستان فارغ‌التحصیل گشت. مارینه زاکاریان همسر وی می‌باشد.